# Сухопутные войска Австро-Венгрии
Сухопутные силы Австро-Венгрии (нем. Landstreitkräfte von Österreich-Ungarn), Австро-венгерская армия — наименование в 1867—1918 годах вида вооружённых сил Австро-Венгрии для обороны и защиты территориальной целостности территории государства вооружённым путём на суше.

## История
Сухопутные силы (Армия) Австро-Венгерской Империи сформированы весной 1867 года в результате преобразования единой Австрийской Империи в дуалистическую, в соответствии с Австро-Венгерским соглашением 1867 года.
Согласно «Закону о принципах федерального управления землями Империи» (Das Gesetz vom 21. Dezember 1867 über die allen Ländern der österreichischen Monarchie gemeinsamen Angelegenheiten und die Art ihrer Behandlung) и Статутом XII/1867 Королевства Венгрии вопросы общей обороны и боевого применения Вооруженных сил отнесены к центральной юрисдикции. При этом, кроме Императорских Сухопутных войск центрального подчинения, существовали самостоятельные Вооружённые силы Австрии (ландвер) и Венгрии (гонвед), подчиненные центральному командованию в военное время, а в мирное — Министерствам Вооруженных сил земель.

## Командование

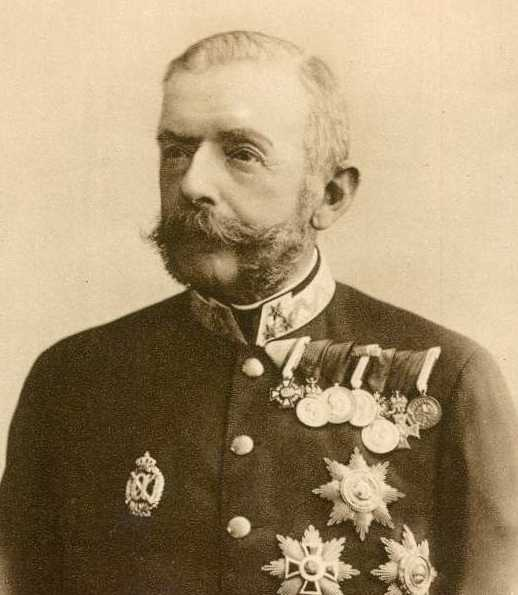
Начальник Генштаба
Вооруженных сил
генерал армии
Ф. Бек-Ржиковский

Верховным Главнокомандующий Вооруженными силами являлся Император Австро-Венгрии (нем. Kaiser von Österreich-Ungarn ) . Непосредственное управление Вооруженными силами и выработка военных планов возлагалась на Начальника Генштаба и Военного министра Австро-Венгрии. В 1914 году для управления Вооружёнными силами в Мировой войне была сформирована самостоятельная Ставка Верховного Главнокомандования.

## Состав

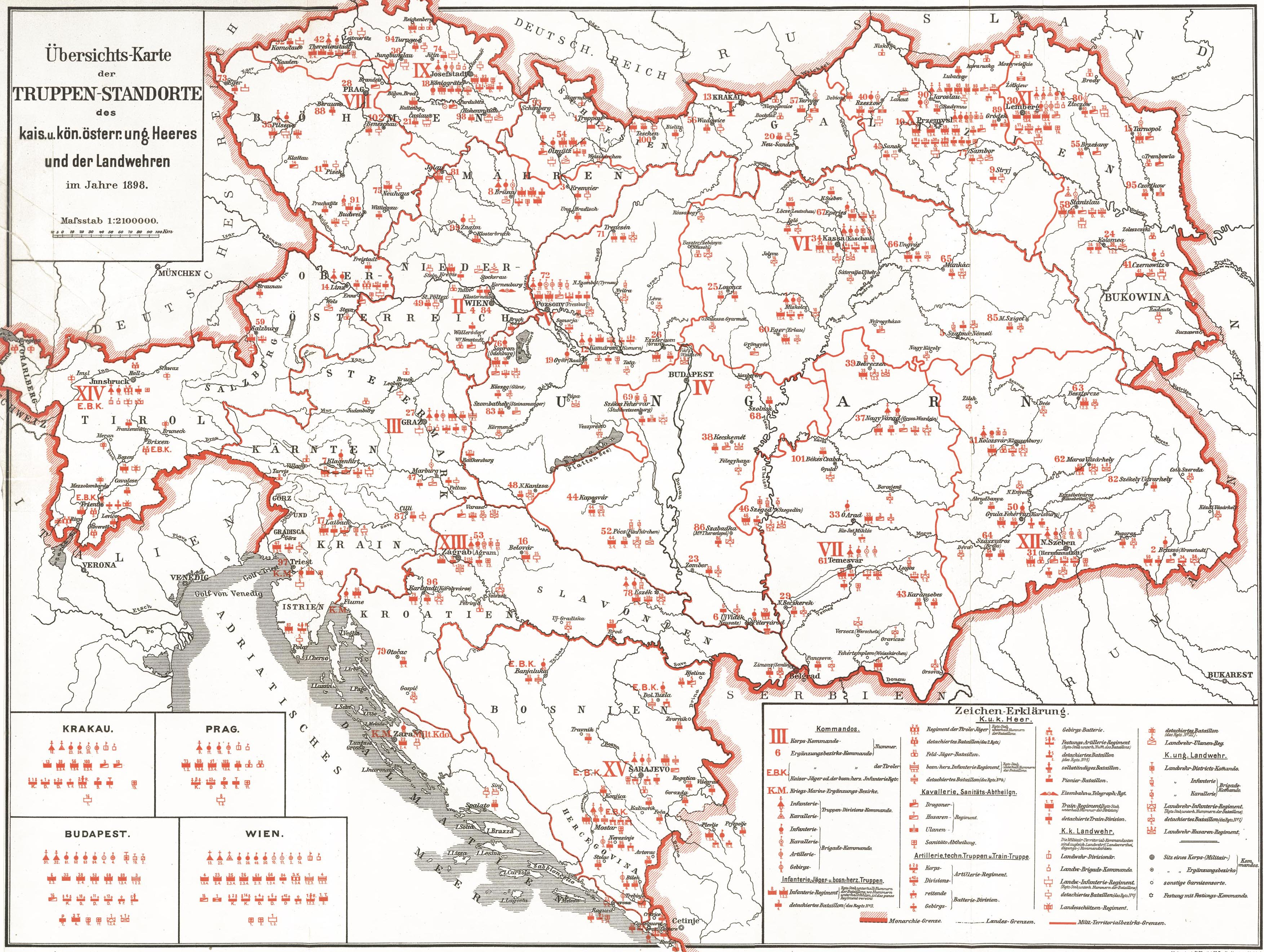
Карта дислокации соединений ВС Австрии на территории Австро-Венгерской Империи.

### Сухопутные силыАвстро-Венгерской Империи
В состав Сухопутных сил Австро-Венгерской Империи входили:
- Императорские Сухопутные войска в составе 16 общевойсковых корпусов (33 дивизии с кав- и артбригадами)
- Вооруженные силы Австрии в составе 7 пехотных и 1 горной дивизии, 1 кавдивизии и 2 артбригад[1]
- Вооруженные силы Венгрии[2] в составе 8 пехотных, 2 кавдивизий и 4 артбригад. ВС Венгрии подразделялись на Вооруженные силы собственно Венгрии и ВС Хорватии в связи частичным суверенитетом Хорватии в составе «земель Св. Стефана»[3], который был закреплен Малой Венгерско-Хорватской Унией 1868 года.
- Соединения запаса (в военное время) Австрии и Венгрии

#### Комплектование
Призывной возраст составлял 21 год, срок воинского учёта составлял 12 лет (3 года службы и 9 лет запаса в Сухопутных войсках, 2 года службы и 10 лет запаса в ВС Австрии и Венгрии), после чего военнообязанные передавались на мобилизационный учёт военного времени.
Призыв в Императорские Сухопутные войска велся в 105 военных округах, каждый из которых вёл призыв личного состава для одного полка Сухопутных войск. Всего в составе Императорских Сухопутных войск находились 16 полков Австрии, 15 полков Чехии, 4 полка Словакии, 9 полков Галиции, 19 полков Венгрии, 7 полков Трансильвании, 9 полков Хорватии и 2 полка Словении.
Призыв в австрийский ландвер и венгерский гонвед вёлся раздельно на австрийских и венгерских землях короны.
В качестве единого командного языка Императорских Сухопутных войск и австрийском ландвере использовался немецкий, которым владело большинство офицерского состава, в расположении использовался язык титульной национальности.
В качестве уставных языков для гонведа служили венгерский и хорватский языки, что осложняло как центральное командование Сухопутными силами в военное время, так и обучение и подготовку нетитульных национальностей.

#### Штатный и национальный состав
Штатный состав мирного времени составлял (1909 год):
|                                 | Офицеров  | Нижних чинов |
| ------------------------------- | --------- | ------------ |
| Императорские Сухопутные Войска | 22,6 тыс. | 290,4 тыс.   |
| ВС Австрии                      | 4,4 тыс.  | 40,7 тыс.    |
| ВС Венгрии                      | 3,9 тыс.  | 28 тыс.      |
| ВС Хорватии                     | 406       | 6,8 тыс.     |
| Резерв                          | 502       | 7, тыс.      |
| Всего                           | 31,9 тыс. | 373,5 тыс.   |

| Национальность | Численность |
| -------------- | ----------- |
| Немцы          | 29%         |
| Венгры         | 18%         |
| Чехи           | 15%         |
| Югославы       | 10%         |
| Поляки         | 9%          |
| Украинцы       | 8%          |
| Словаки        | 5%          |
| Румыны         | 5%          |
| Итальянцы      | 1%          |

## Структура соединений

### Штатная
Основой штатной структуры Императорских Сухопутных войск являлся дислоцированный на основных оперативных направлениях общевойсковой корпус двухдивизионного состава с кавалерийскими и артиллерийскими бригадами и частями специальных войск постоянного состава, в угрожаемый период развертываемый в общевойсковую армию и при необходимости усиливаемый до фронта.
Основой штатной структуры Вооружённых сил земель Цислейтании и Транслейтании являлась пехотная или горная дивизия двухбригадного состава с кавалерийскими и артиллерийскими дивизионами усиления.

### Список корпусов
| Соединения Сухопутных войск Австро-Венгерской Империи (1914 год)                                                               |              |         |                | |
| Корпус Сухопутных войск | Штаб корпуса | Дивизии | Дислокация     | Состав |
| Австрия Erzherzogtum Österreich ob/unter der Enns Herzogtums Salzburg/Steiermark/Kärnten/Krain Grafschaft Tirol mit Vorarlberg |              |         |                | |
| 2-й | Вена         | 4-я     | Брно           | Бригады 7-я, 8-я санитарный поезд 5.                                                                                          |
| 2-й | Вена         | 25-я    | Вена           | Бригады 49-я, 50-я 10-я, Батальоны 2-й сапёрный, 2-й пионерский, мостовой 2-й санитарный,2-й железнодорож дивизион.           |
| 2-й | Вена         | 49-я    | Вена           | Бригады 97-я, 98-я 17-я |
| 3-й | Грац         | 6-я     | Грац           | Бригады 11-я, 12-я 3-я гусарская 3-я артиллерийская                                                                           |
| 3-й | Грац         | 28-я    | Любляна        | Бригады 55-я (Триест) 56-я Полки 4-й, 7-й, 3-й артполки Батальоны 3-й инженерный 3-й железнодорожный 5-й, 7-й, 8-й санитарные |
| 14-й | Инсбрук      | 3-я     | Линц           | Бригады 5-я 6-я |
| 14-й | Инсбрук      | 8-я     | Боцен          | Бригады 15-я 16-я 96-я 121-я 122-я                                                                                            |
| Венгрия Königreich Ungarn |              |         |                | |
| 4-й | Будапешт     | 31-я    | Будапешт       | Бригады 61-я 62-я |
| 4-й | Будапешт     | 32-я    | Будапешт       | Бригады 63-я 64-я |
| 5-й | Пожонь       | 14-я    | Прессбург      | Бригады 27-я 28-я |
| 5-й | Пожонь       | 33-я    | Комаром        | Бригады 65-я 66-я |
| 6-й | Касса        | 15-я    | Мишкольц       | Бригады 29-я 30-я |
| 6-й | Касса        | 27-я    | Касса          | Бригады 53-я 54-я |
| 7-й | Тимишвар     | 17-я    | Надь-Варад     | Бригады 33-я 34-я |
| 7-й | Тимишвар     | 34-я    | Тимишвар       | Бригады 67-я 68-я |
| 12-й | Надьшебен    | 16-я    | Надьшебен      | Бригады 31-я 32-я |
| 12-й | Надьшебен    | 35-я    | Колошвар       | Бригады 69-я 70-я |
| 12-й | Надьшебен    |         |                | |
| Чехия Königreich Böhmen Markgrafschaft Mähren                                                                                  |              |         |                | |
| 8-й | Прага        | 9-я     | Прага          | Бригады 17-я 18-я |
| 8-й | Прага        | 19-я    | Пильзен        | Бригады 37-я 38-я |
| 9-й | Литомержице  | 10-я    | Яромеж         | Бригады 19-я 20-я |
| 9-й | Литомержице  | 29-я    | Терезин        | Бригады 57-я 58-я |
| 9-й | Литомержице  |         |                | |
| Хорватия Königreich Kroatien und Slawonien                                                                                     |              |         |                | |
| 13-й | Загреб       | 7-я     | Осиек          | Бригады |
| 36-я | Загреб       | Бригады |                | |
| |              |         |                | |
| Босния Bosnien-Hercegovina |              |         |                | |
| 15-й | Сараево      | 1-я     | Сараево        | |
| 15-й | Сараево      | 48-я    | Сараево        | |
| Далмация Königreich Dalmatien                                                                                                  |              |         |                | |
| 16-й | Дубровник    | 18-я    | Мостар         | |
| 16-й | Дубровник    | 47-я    | Кастель- Нуово | |
| Галиция Königreich Galizien und Lodomerien                                                                                     |              |         |                | |
| 1-й | Краков       | 5-я     | Ольмуц         | Бригады 9-я 10-я Полки 2-й артполк                                                                                            |
| 1-й | Краков       | 12-я    | Краков         | Бригады 23-я, 24-я 20-я драгунская 1-я артбригада Батальоны 9-й инженерный 1-й железнодорожный 6-й и 15-й санитарные          |
| 10-й | Пшемысль     | 2-я     | Ярослав        | Бригады 3-я 4-я |
| 10-й | Пшемысль     | 24-я    | Пшемысль       | Бригады 47-я 48-я |
| 11-й | Львов        | 11-я    | Львов          | Бригады 21-я 22-я |
| 11-й | Львов        | 30-я    | Львов          | Бригады 59-я 60-я |

## Чины и знаки различия

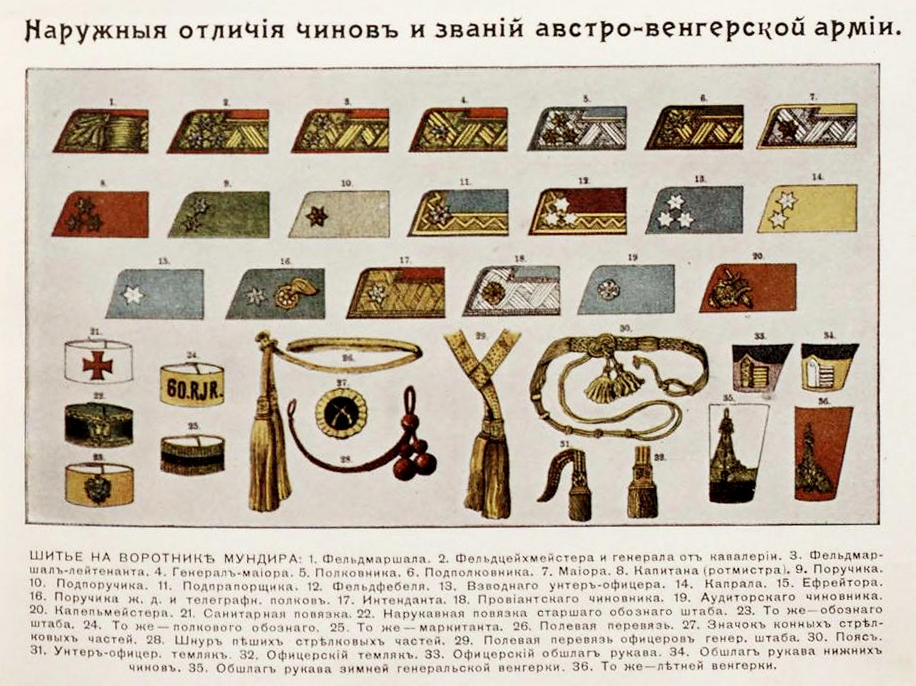
Знаки различия чинов
Сухопутных сил
Австро-Венгерской Империи
Из статьи «Австро-Венгрия».
Военная энциклопедия;
1911—1915 годы.

Важнейшая особенность знаков различия армии Австро-Венгрии:
- Знаки различия чинов Gefreiter, Korporal и Zugsführer отличались от знаков различия младших офицеров (Leutnant, Oberleutnant и Hauptmann) типом (фактурой) звездочек. У офицеров звездочки вышитые (золотыми или серебряными нитями с нашитыми декоративными элементами), у нижних чинов — простые (но с ребрами на лучах).
- Знаки различия старших офицеров (Major, Oberstleutnant, Oberst) отличались от знаков различия генералов (Generalmajor, Feldmarschal-leutnant, General der Infanterie):
  - Цветом самих знаков различия (у генералов всегда серебряные звездочки на золотом галуне на красном сукне), кроме случаев, когда цвета знаков различия полка (то есть и старших офицеров) имеют такую же расцветку, как и у генералов.
  - Шириной галуна на обшлагах рукавов (у старших офицеров ширина галуна занимает пол обшлага, у генералов — почти весь обшлаг), кроме случаев, когда эти знаки различия на рукавах отсутствуют.
  - Наличием лампасов на брюках (генералам лампасы полагались, старшим офицерам — не полагались).
- Цвет петлиц для званий ниже генеральских различался не по родам войск, а по номерам полков внутри дивизии; для военной академии Марии-Терезии был свой цвет петлиц.

### Генералы и офицеры
| Офицерские чины Сухопутных войск Австро-Венгерской Империи (1914 год) |                             |                    |                                                    |                        |                |
| Маршалы Feldmarschall                                                 | Генералы Generalen          | Генералы Generalen | Генералы Generalen                                 | Генералы Generalen     |                |
| Петлицы                                                               |                             |                    |                                                    |                        |                |
| Чины                                                                  | Feldmarschall               | Generaloberst      | G. der Infanterie G. der Kawalerie Feldzeugmeister | Feldmarschal- leutnant | Generalmajor   |
| Венгр.                                                                | Таборнадь                   | Везерезредеш       | Таборсернадь                                       | Альтаборнадь           | Везерёрнадь    |
| Чешск.                                                                | Полни маршал                | Генерал- пуковник  | Г. пехоты Г. ездецтва Полни зброймистр             | Полни подмаршалек      | Генерал- майор |
| Русский перевод                                                       | Фельдмаршал                 | Генерал- оберст    | Генерал рода войск                                 | Фельдмаршал- лейтенант | Генерал- майор |
| Звание ВС РФ                                                          | Маршал Российской Федерации | Генерал армии      | Генерал- полковник                                 | Генерал- лейтенант     | Генерал- майор |

| Категории       | Старшие офицеры Staboffiziere | Старшие офицеры Staboffiziere | Старшие офицеры Staboffiziere | Младшие офицеры Oberoffiziere | Младшие офицеры Oberoffiziere | Младшие офицеры Oberoffiziere | Младшие офицеры Oberoffiziere |
| Петлицы         |                               |                               |                               |                               |                               |                               |                               |
| Чины            | Oberst                        | Oberstleutnant                | Major                         | Hauptmann                     | Oberleutnant                  | Leutnant                      |                               |
| Венгр.          | Эзредеш                       | Алезредеш                     | Орнадь                        | Сазадош                       | Фёходнадь                     | Ходнадь                       |                               |
| Чешск.          | Пуковник                      | Подпуковник                   | Майор                         | Капитан                       | Надпоручик                    | Поручик                       |                               |
| Русский перевод | Оберст                        | Оберст- лейтенант             | Майор                         | Гауптман                      | Обер- лейтенант               | Лейтенант                     |                               |
| Звание ВС РФ    | Полковник                     | Подполковник                  | Майор                         | Капитан                       | Старший лейтенант             | Лейтенант                     |                               |

### Рядовой исержантскийсостав
| Нижние чины Сухопутных войск Австро-Венгерской Империи (1914 год) |                                                  |                                                  |                     |                     |                     |                                          |                                          |                                          |
| Категории                                                         | Кандидаты в офицеры Stellvertretern zu Offiziere | Кандидаты в офицеры Stellvertretern zu Offiziere | Старшины Feldwebeln | Старшины Feldwebeln | Старшины Feldwebeln | Стрелки и капралы Schuetze und Korporale | Стрелки и капралы Schuetze und Korporale | Стрелки и капралы Schuetze und Korporale |
| Петлицы                                                           |                                                  |                                                  |                     |                     |                     |                                          |                                          |                                          |
| Чины                                                              | Fähnrich                                         | Kadett                                           | Stabsfeldwebel      | Feldwebel           | Zugsführer          | Korporal                                 | Gefreiter                                | Infanterist                              |
| Венгр.                                                            | Заслош                                           | Ходопрод                                         | Тёржёрмештер        | Ормештер            | Сакасвезетё         | Тизедеш                                  | Орвезетё                                 | Хонвед                                   |
| Чешск.                                                            | Прапорчик                                        | Дустойницки заступце                             | Штабни шикователь   | Шикователь          | Четарж              | Десятник                                 | Свободник                                | Воин                                     |
| Русский перевод                                                   | Фендрик                                          | Кадет                                            | Старший фельдфебель | Фельдфебель         | Командир отделения  | Капрал                                   | Ефрейтор                                 | Пехотинец                                |
| Звание ВС РФ                                                      | Старший прапорщик                                | Прапорщик                                        | Старшина            | Старший сержант     | Сержант             | Младший сержант                          | Ефрейтор                                 | Рядовой                                  |

## Состояние на 1913 год
Императорские Сухопутные войска имели в своем составе части следующих родов войск:
- Пехоту Сухопутных войск в составе 33 линейных и 3 легких[27] дивизий
- Кавалерию Сухопутных войск  в составе 10 кавдивизий[28] и Добровольческого автомобильного корпуса
- Артиллерию Сухопутных войск в составе 40 артбригад и 10 отдельных дивизионов
- Инженерные и специальные части Сухопутных войск в составе инженерных, понтонных, тыловых, железнодорожных автомобильных частей и частей связи
- Силы безопасности в составе Императорско-Королевского Корпуса военной полиции
- Отдельные роты авиации Сухопутных войск

### Пехота
- Императорские Сухопутные войска — 102[29] пехотных и 4 горных полка, 26 батальонов легкой пехоты.
- С 1916 г. в структуре армии важное место заняли штурмовые части и подразделения[30][31][32].

#### Структура
Полки четверного состава: по 4 батальона из 4-х рот, рота из 4-х взводов. Кадровые части Сухопутных войск были хорошо обучены (особенно стрелковому делу). Над тактической подготовкой работают много и плодотворно. К важнейшим недостаткам Сухопутных войск следует отнести многонациональность, сложность управления, недостаточность обученного запаса и слабость артиллерийского снабжения.

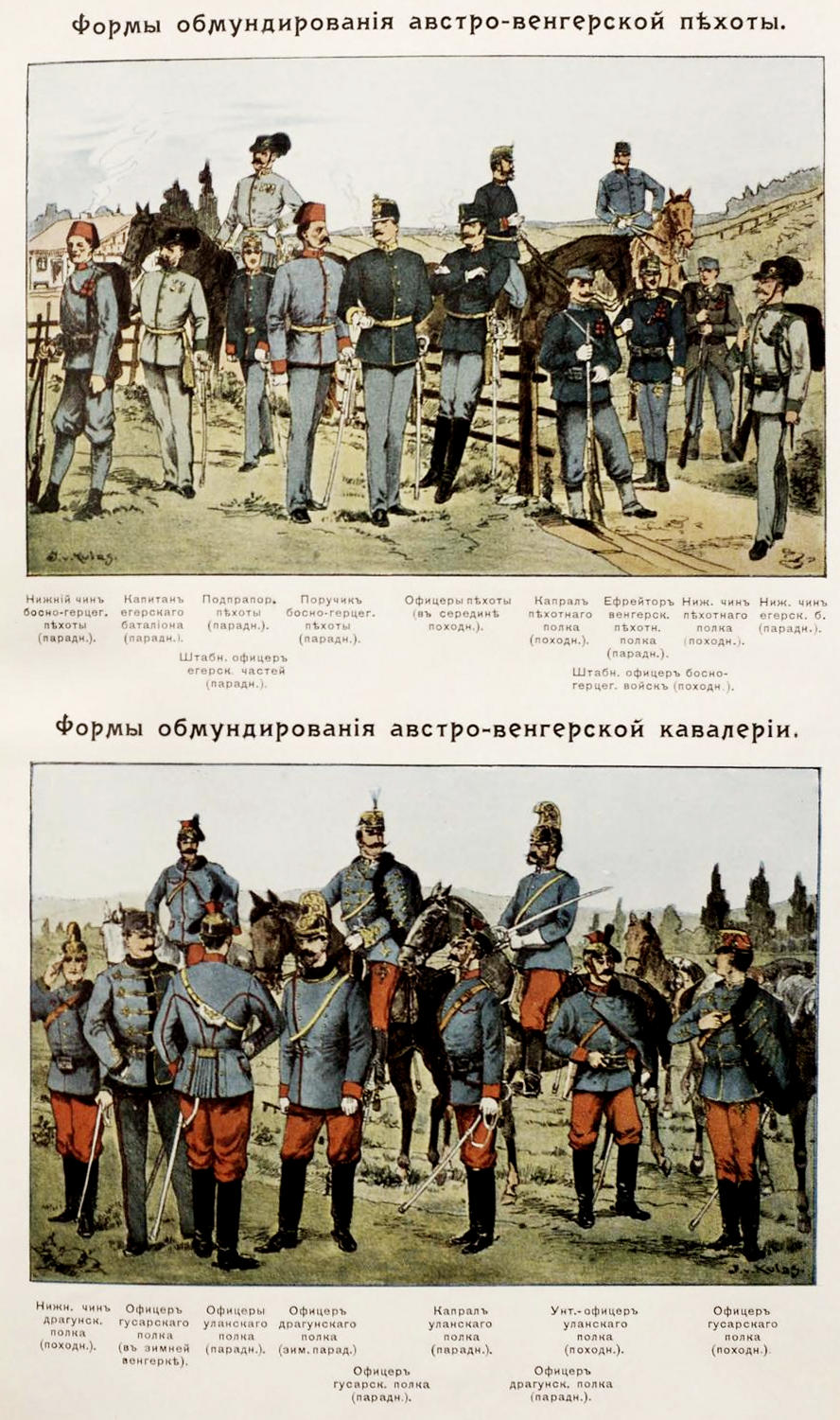
Униформа пехоты и кавалерии Императорских
Сухопутных войск.
(Иллюстрация из статьи «Австро-Венгрия»; ВЭС, 1898).

#### Стрелковое вооружение
На вооружение Императорских Сухопутных войск частично была принята магазинная винтовка «Штейр» (образца 1895 года) калибром 8 мм со штыком. Как с точки зрения подготовки войск, так и финансов, с очевидностью вставал вопрос о возможности массового перевооружения с винтовок образца 1888 и 1891 годов . На вооружении также частично состояли револьверы «Гассер» (образца 1898 года) калибром 8 мм.

#### Пулемётное вооружение
Пехотный полк имеет один пулемётный взвод (офицер и 34 нижних чина на 2 станковых «Шварцлозе»). В ВС Австрии и Венгрии имелось по 1 ед. пулемётного вооружения на батальон. Дивизии в Далмации имели по два пулемёта на батальон. Всего имелось 345 пулемётных отделений на 708 батальонов (из них 197 постоянных). В 1915 году в пехотном батальоне имелось 4 единицы пулемётного вооружения, с 1916 года число пулемётных единиц было удвоено.

### Кавалерия
- Императорские Сухопутные войска — 42 кавалерийских полка (кавполка)[36] (24 австрийских и 18 венгерских).

Кавполки исторически считались драгунскими, уланскими или гусарскими с различием к 1914 году исключительно в наименованиях чинов и расцветке униформы.

#### Структура
Каждый кавполк имеет 2 трехэскадронных дивизиона и штаб со инженерным взводом и взводом связи. По штатам военного времени кавполк имел 41 человека командного, 1,1 тысячи человек личного состава и лошадей. Два полка образовывали кавбригаду, две кавбригады — кавдивизию.

#### Стрелковое вооружение
На вооружении частей состояли карабины «Штейр» (образца 1895 года) калибром 8 мм, пистолеты «Штейр» и холодное оружие (палаши и сабли).

#### Пулемётное вооружение
Кавдивизия по штату имела пулемётную роту, но во Сухопутных силах имелось не более 14 пулемётных взводов в 12 кавполках Сухопутных войск и 2 кавполках ВС Венгрии. Пулемётная рота имела два взвода и 8 возимых пулемётов Шварцлозе калибром 8 мм. Пулемётный взвод имел 2 отделения с 4 расчетами. Всего предполагалось сформировать 29 кавалерийских пулемётных взводов, но даже после этого по огневой силе кавалерийская дивизия была слабее пехотного полка русской и германской армий.

#### Артиллерийское вооружение
На корпус (восемь дивизий) имелся трёхбатарейный дивизион конной артиллерии с полевыми орудиями M.5 калибром 76,5 мм.

#### Инженерное снаряжение
Инженерный взвод кавполка располагает шанцевым инструментом, инструментами для разрушения железных дорог и подрывными средствами; инструменты перевозились на инструментальной повозке полкового штаба (или на седле); подрывные средства — на особой вьючной лошади.

### АртиллерияСухопутных войск

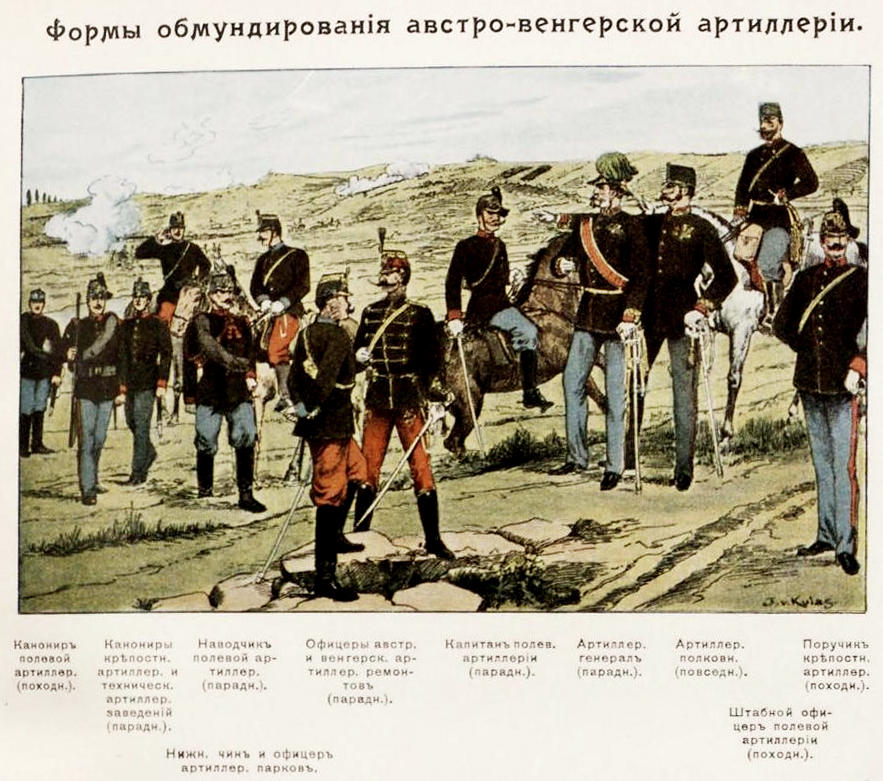
Униформа частей артиллерии Императорских Сухопутных войск.
(Иллюстрация из статьи «Австро-Венгрия»; ВЭС, 1898).

- Императорские Сухопутные войска — 42 пушечных, 14 гаубичных и 6 горных артполков, 8 конных дивизионов

#### Вооружение
Дивизия Сухопутных войск с 1909 года имела в штате пушечный артполк на 24 орудия M.5 калибром 80 мм (четыре, после начала войны — пять шестиорудийных батарей). Большинство частей ВС Австрии и Венгрии имели на вооружении пушки образца 1875/96 калибром 90 мм. Гаубичные полки имели на вооружении полевую гаубицу M.99 калибром 104 мм (образца 1899 года). На вооружении горной артиллерии имелись горные пушки калибром 70 мм и гаубицы калибром 104 мм.

#### Орудийный парк
По насыщению современным оружием Императорские Сухопутные войска значительно уступали ВС Сербии. Производителем современных орудий с высокими характеристиками был завод «Шкода» в Пльзень. Из-за экономии к началу войны в войсках отсутствовал орудийный резерв.

#### Снабжение боеприпасами
Общее снабжение боеприпасами и предметами артиллерийского довольствия принадлежит командующему артиллерией, перевозками в пределах тыловой полосы ведает начальник артуправления армии.
В Первую мировую войну артиллерия Императорских Сухопутных войск выступила со средним боезапасом до 500 снарядов на орудие, хотя вооружённые силы других государств-участников имели большие запасы. С первыми боями наступил «снарядный голод», не изжитый, несмотря на усилия по расширению производства и мобилизации гражданской промышленности. В снарядах артиллерия Сухопутных войск Австро-Венгрии оказалась в более тяжёлом положении, чем остальные армии.

#### Артиллерийские склады
Тыловые артиллерийские запасы разделяются на подвижные и неподвижные.
Неподвижные артсклады служат для тылового хранения боеприпасов и матчасти подвижных соединений и развертываются на удобных путях сообщения в оперативных тылах. На тыловом артскладе имеется по 130 снарядов на орудие, по 25 патронов на винтовку и карабин, по 40 на штуцер, по 18 пистолетных патронов для кавалерии и по 30 для артиллерии. Походные склады пополняются из тыловых по мере расходования боеприпасов передовыми соединениями.
Походные артсклады в составе колонн подчинены армейскому артуправлению. Походный склад состоит из колонн боеприпасов в составе корпусов и армейской подвижной мастерской. Одна корпусная колонна имеет до 80 гужевых повозок на реквизированных лошадях с общим боезапасом по 35 снарядов на орудие. Если качество дорог требует уменьшения нагрузки, число реквизируемых повозок удваивается. Кроме перевозки боеприпасов, склады ведут починку матчасти и приходование трофейных боеприпасов и захваченной артиллерии.

### ВВСАвстро-Венгерской империи
К лету 1913 года Сухопутные войска имели на вооружении не более 55 аэропланов, которые вместе с учебными машинами были сведены в 10 отдельных рот авиации (4 боевых и 2 запасных машины). В наличии имелось два боеспособных дирижабля. К 1913 году Франция имела 450 ед. самолётов и 23 ед. дирижаблей, Россия — 190 ед. самолётов, 6 ед. дирижаблей (3 в постройке), Италия к весне 1914 года должна была иметь 380 ед. самолётов.

## На фронтах Первой мировой войны

### Начало войны
По данным военного архива Австрии, при мобилизации летом-осенью 1914 года численность Вооружённых сил Австро-Венгрии составила до 70 дивизий, из которых 53 были отправлены на Восточный, а 15 (29 %) на Сербский фронт.

### 1915 год

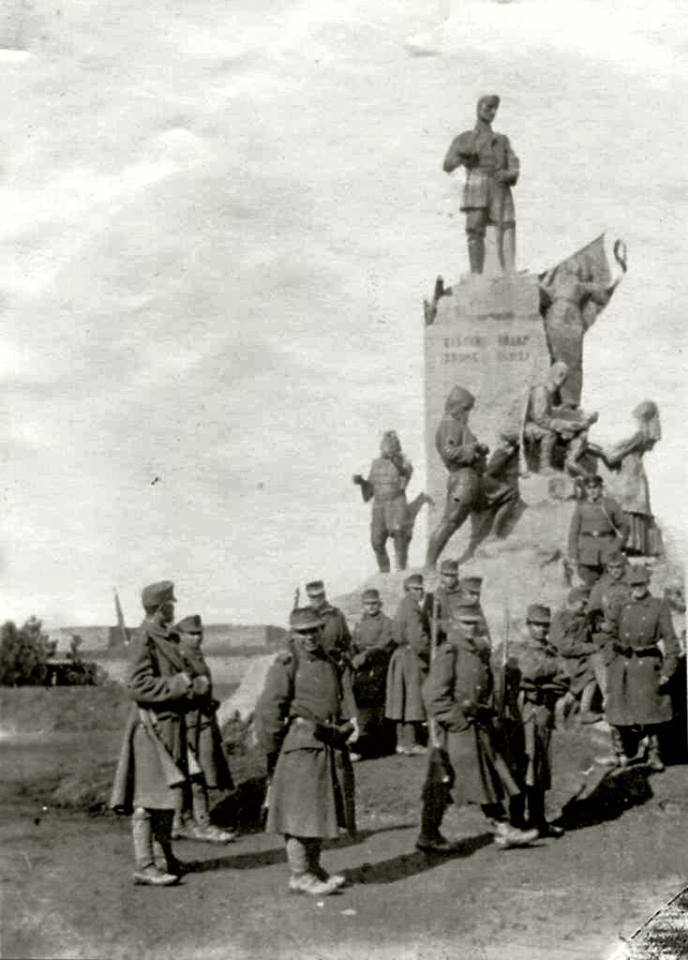
Австро-венгерские солдаты позируют у памятника Караджордже в захваченном Белграде, 1915 год

В начале 1915 года Вооружённые силы насчитывали 63 дивизии, из которых 51 (80 % общего состава Вооружённых сил) воевала против русских, 8 (13 % общего состава Вооружённых сил) против сербских войск, а 4 дивизии (7 % общего состава Вооружённых сил) находились на границе с Италией.
В связи с вступлением в войну Италии, Австро-Венгрия сосредоточила против неё 21 дивизию, тогда как на Русском фронте доля войск сократилась до 40, а на Сербском до 8 дивизий.

### 1916 год
К началу 1916 года упала концентрация войск на Балканах, незначительно усилившись на русском и итальянском фронтах. Через полгода на Восточном фронте находилось 45, на итальянском 30 дивизий, и только 2 дивизии на Балканах.

### 1917 год
К февралю 1917 года Вооружённые силы Австрии располагали более, чем 80 дивизиями, 60 % из которых приходились на русский фронт. Общая численность Вооруженных сил Германии и Австрии на всех фронтах составляла более 140 дивизий у каждой.
В ходе русского наступления 1917 года ему противостояли до 90 германских, более 50 австрийских, 4 турецкие и 2 болгарские дивизии.
На Адриатике против Италии было сконцентрировано 33, на Балканах — 3 дивизии. К моменту Брестского мира против России и Италии воевали по 44 австрийские дивизии.

### 1918 год
16 дивизий приняли участие в оккупации Российской Империи, но три четверти войск к осени 1918 года находились на итальянском фронте, 2 дивизии оставались на Балканах и 2 дивизии были переброшены на поддержку германских действий против Франции.

## Заключение
Полагаем, что и из сказанного можно сделать заключение, что тот инструмент войны, который имелся в руках правительства и дипломатии с берегов Дуная, в значительной мере нуждался в усовершенствовании. чтобы служить, по образному выражению Клаузевица, подлинным «боевым мечом», а не «парадной шпажонкой», выходить с которой на поединок было бы довольно опасно.

Сознавали ли австрийское правительство и дипломатия, что в их руках была именно «парадная шпажонка», которая уже не раз в XIX столетии сдавала в кровавой схватке, заставляя монархию Габсбургов переносить и физические раны, и все иные последствия поражения?!— Шапошников, Борис Михайлович